# Pico da Neblina
De Pico da Neblina is de hoogste berg van Brazilië, in de staat Amazonas, nabij de Venezolaanse grens. De top ligt op 2.994 meter boven zeeniveau in de Serro do Imeri, de zuidelijkste bergketen van het Hoogland van Guyana.

## Naam
Het woord "neblina" betekent "mist" in het Portugees en Spaans, dus letterlijk vertaald betekent Pico da Neblina; "Piek van de mist". Deze naam heeft de berg gekregen omdat hij meestal verborgen is onder een dicht wolkendek. De berg werd voor het eerst in 1965 beklommen door een Braziliaanse legerexpeditie.

## Geografie
De Pico de Neblina is ook het hoogste punt van het Hoogland van Guyana, maar anders dan de beter bekende Monte Roraima, is het geen tepui, zoals de typische tafelbergen van het Hoogland van Guyana worden genoemd. Tepui's worden alleen ten noordoosten van de Serro do Imeri gevonden en de Pico da Neblina heeft ook niet de vorm van een tafelberg, maar heeft een tamelijk scherpe top.
De Pico da Neblina wordt regelmatig op de grens tussen Brazilië en Venezuela gesitueerd, maar dat is feitelijk onjuist. De berg ligt op 687 meter horizontaal van de Pico 31 de Março, die de grens met Venezuela markeert. De Pico 31 de Março is maar 21 meter lager en daarmee de op een na hoogste Braziliaanse berg en de hoogste van Venezuela, buiten de Andes. De Pico 31 de Março heeft een vlakkere en rondere vorm, en is op foto's soms moeilijk te onderscheiden van de Pico da Neblina zelf, afhankelijk van de hoek en afstand van waaruit de foto is genomen.
De hoogte van de vrijwel op de evenaar gelegen Pico de Neblina is niet voldoende voor sneeuwval.
De Braziliaanse kant van het massief ligt in het Nationaal Park Pico da Neblina en de Venezolaanse kant in het Nationaal Park Serranía de la Neblina. Dit tweelingpark vormt samen met het aangrenzende Nationaal Park Parima-Tapirapecó in Venezuela, een beschermd gebied van zo'n 80.000 km², waarmee het mogelijk 's werelds omvangrijkste systeem van nationale parken is in tropische regenwouden.

## Hoogtemetingen
39 jaar lang dacht men dat de Pico da Neblina een hoogte had van 3.014 meter. Dit was gebaseerd op een onderzoek uit 1965 van de topograaf José Ambrósio de Miranda Pombo die met behulp van een theodoliet, een hoogte van 3.014 meter had gemeten. In 2004 echter werd er een nauwkeurige meting verricht met modern GPS-apparatuur door cartograaf Marco Aurélio de Almeida Lima, een lid van een Braziliaanse legerexpeditie. Deze nieuwe meting kwam uit op exact 2.993,78 meter. Deze nieuwe hoogte wordt sindsdien officieel erkend door het Braziliaanse Instituut voor Geografie en Statistiek (IBGE), die de expeditie mede had georganiseerd.

## Geologie
De Pico da Neblina wordt gevormd door scheefstaande zandsteen, die op metamorfe sokkelgesteenten ligt. Glaciale erosie heeft de berg zijn piramidevorm gegeven. Vanaf de Braziliaanse kant gezien, torent de bergpiek zeer hoog boven het landschap uit, omdat de Serra do Imeri over een afstand van maar enkele kilometers vanaf een hoogte van 100 meter naar de eerder genoemde 2.994 meter stijgt. De Venezolaanse kant is heuvelachtiger en ook wat minder steil.

## Ontdekking
De extreme ontoegankelijkheid van het gebied, de ongebruikelijke en onverwachte hoogte van de bergpiek direct naast het lager liggende Amazonebekken, en het feit dat de Pico da Neblina meestal in wolken is gehuld, heeft er hoogstwaarschijnlijk voor gezorgd dat de berg pas in de jaren vijftig van de twintigste eeuw is ontdekt. In Brazilië denkt men dat de berg waarschijnlijk door een piloot is ontdekt die over de berg vloog op een van de weinige wolkeloze momenten. In Venezuela echter kende men het massief al eerder onder de naam Cerro Jimé en het gebied werd in 1954 bezocht door een expeditie onder leiding van de Venezolaanse ornitholoog William H. Phelps, Jr.. Als een ode aan hem wordt de Pico da Neblina in Venezuela soms nog wel de Cerro Phelps genoemd.
In de jaren vijftig was het nog niet duidelijk of de top van de Pico da Neblina op Braziliaans of Venezolaans grondgebied lag, en wat de exacte hoogte was. Hierdoor werd nog jaren na de ontdekking van de berg de Pico da Bandeira (2.892 m), op de grens van de veel dichter bevolkte staten Minas Gerais en Espírito Santo, als hoogste berg van Brazilië gezien. Na 1965, na de vaststelling van de hoogte werd het algemeen aanvaard dat de Pico da Neblina de hoogste berg van Brazilië is.

## Toegang en beklimming
In verband met de ligging van de berg in een nationaal park, zijn ligging in een grensgebied en als deel van het territorium van de Yanomamö-indianen, is de toegang tot het gebied aan beperkingen onderhevig en afhankelijk van een speciale toestemming van het Braziliaanse Instituut voor het Milieu en Duurzame natuurlijke hulpbronnen (IBAMA). De toestemming kan verkregen worden op het kantoor van de IBAMA in São Gabriel da Cachoeira, maar alle klimmers moeten wel een gekwalificeerde plaatselijke gids meenemen. Er moet rekening gehouden worden met een vierdaagse tocht heen en hetzelfde aantal weer terug, waarvan drie van de vier dagen bestaat uit een tocht door het Amazoneregenwoud, die net zo moeilijk en uitdagend wordt beschouwd als de klim zelf.
De tocht gaat eerst met een truck naar de rivier de Iazinho, waarvandaan men met een boot de rivieren de Iazinho, Ia, Caburaí en Tucano bevaart. Hierna volgt de tocht door het regenwoud, met drie kampen; Tucano, Bebedouro Novo en de Garimpo do Tucano. Bij dit laatste kamp, gelegen op een klein plateau op een hoogte van 2.000 meter aan de voet van de bergpiek, zijn altijd enkele goudwassers aanwezig. Terwijl deze mensen officieel hier niet mogen zijn, worden ze in het algemeen wel door de Braziliaanse autoriteiten gedoogd, omdat men gelooft dat in zulke afgelegen gebieden zij beter de grens in de gaten kunnen houden dan de overheid. Klimmers melden dat deze goudwassers vriendelijk en behulpzaam zijn. Na dit laatste kamp volgt de laatste en steilste klim.